# البحرين في الألعاب البارالمبية الصيفية 1996
ستة رياضيين ذكور من البحرين تنافسوا في دورة الألعاب البارالمبية الصيفية 1996 في أتلانتا بالولايات المتحدة الأمريكية.